# Ho Yu-ih
Ho Yu-ih (Puzi, 7 giugno 1957) è un politico e poliziotto taiwanese sindaco di Nuova Taipei dal 25 dicembre 2018 fino al 24 settembre 2023.
In precedenza, è stato direttore generale dell'Agenzia nazionale di polizia dal 2006 al 2008 e brevemente sindaco ad interim della città di Nuova Taipei da ottobre 2015 a gennaio 2016. Nel 2023 è stato candidato ufficialmente dal Kuomintang alle elezioni presidenziali taiwanesi del 2024.